# Сапелкин, Владимир Андреевич

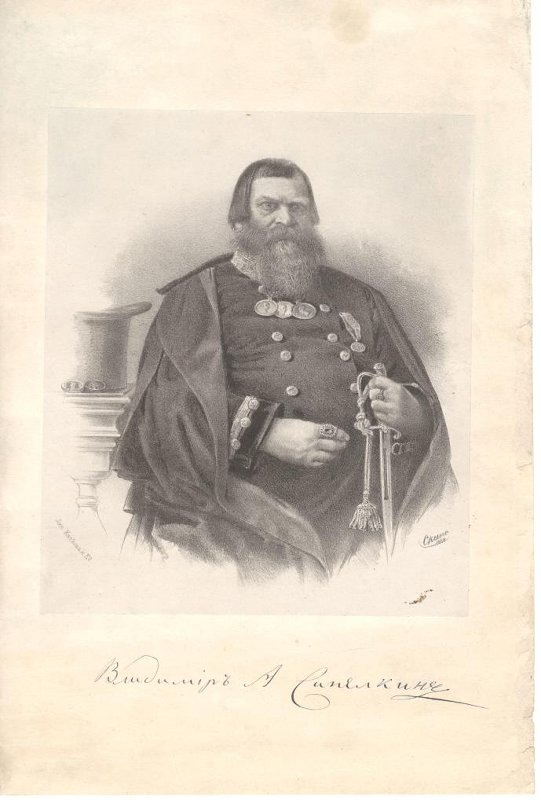
Портрет Сапелкина Владимира Андреевича, литография 1860 г.

Владимир Андреевич Сапелкин (1800—1864) — купец-старообрядец; за 10 лет до смерти перешёл в единоверие и все свои средства посвятил утверждению последнего среди членов Рогожского кладбища.
Д. А. Покровский в "Очерках Москвы" так пишет о Владимире Андреевиче:

Рожденный в расколе, он собственным размышлением дошел до убеждения в его неправоте; а раз это случилось, он оказался столь чутким к религиозным интересам человеком, что не замедлил присоединиться к единоверию, утверждавшемуся среди московских раскольников и поощрявшемуся митрополитом Филаретом. Сделавшись искренним сыном церкви, он оказался не из тех людей, которые способны найденную ими истину держать у себя в кармане, и потому явился горячим пропагандистом единоверия среди прежних своих товарищей по заблуждению. Пропаганда эта велась с таким успехом, что перед нею начал постепенно отступать даже дикий фанатизм Преображенского кладбища, а кончилась тем, что Владимир Андреевич сумел расположить к единоверию нескольких магнатов и столпов раскольничьего мирка, и, поддерживаемый ими и благословляемый Филаретом, достиг того, что на кладбище основался целый единоверческий Никольский монастырь, которого он сподобился быть и первым ктитором. Митрополит, отличавший его усердие своим отменным к нему благоволением, сам вызвался освятить первый православный храм в этом мрачном гнезде раскола..

## Публикации
Опубликовал:
- «Записки» (отрывок из них напечатан Субботиным в «Русском вестнике» за 1864 г., № 11)
- «Сведения о единоверческих церквях, в особенности же об устроении их в Москве» (М., 1858)
- «Об образе действования православных государей греко-римских в IV, V и VI вв. в пользу церкви против еретиков и раскольников» (М., 1860)
- «Зеркало старообрядцев» (М., 1865).

## Источник
- Сапелкин, Владимир Андреевич // Энциклопедический словарь Брокгауза и Ефрона : в 86 т. (82 т. и 4 доп.). — СПб., 1890—1907.